# سارا سيميوني
سارا سيميوني (بالإيطالية: Sara Simeoni)‏ (مواليد 19 أبريل 1953) لاعبة وثب عالي إيطالية سابقة وحاملة الميدالية الذهبية في الألعاب الأولمبية الصيفية 1980، و صاحبة رقما قياسيا عالميا في الوثب العالي للسيدات مرتين .

## روابط خارجية
- سارا سيميوني على موقع الاتحاد الدولي لألعاب القوى (الإنجليزية)
- سارا سيميوني على موقع الاتحاد الإيطالي لألعاب القوى (الإيطالية)
- سارا سيميوني على موقع اللجنة الأولمبية الدولية (الإنجليزية)
- سارا سيميوني على موقع أوليمبيديا (الإنجليزية)
- سارا سيميوني على موقع اللجنة الأولمبية الإيطالية (الإيطالية)
- سارا سيميوني على موقع CONI honoured athlete website (الإيطالية)